# فن نسوي

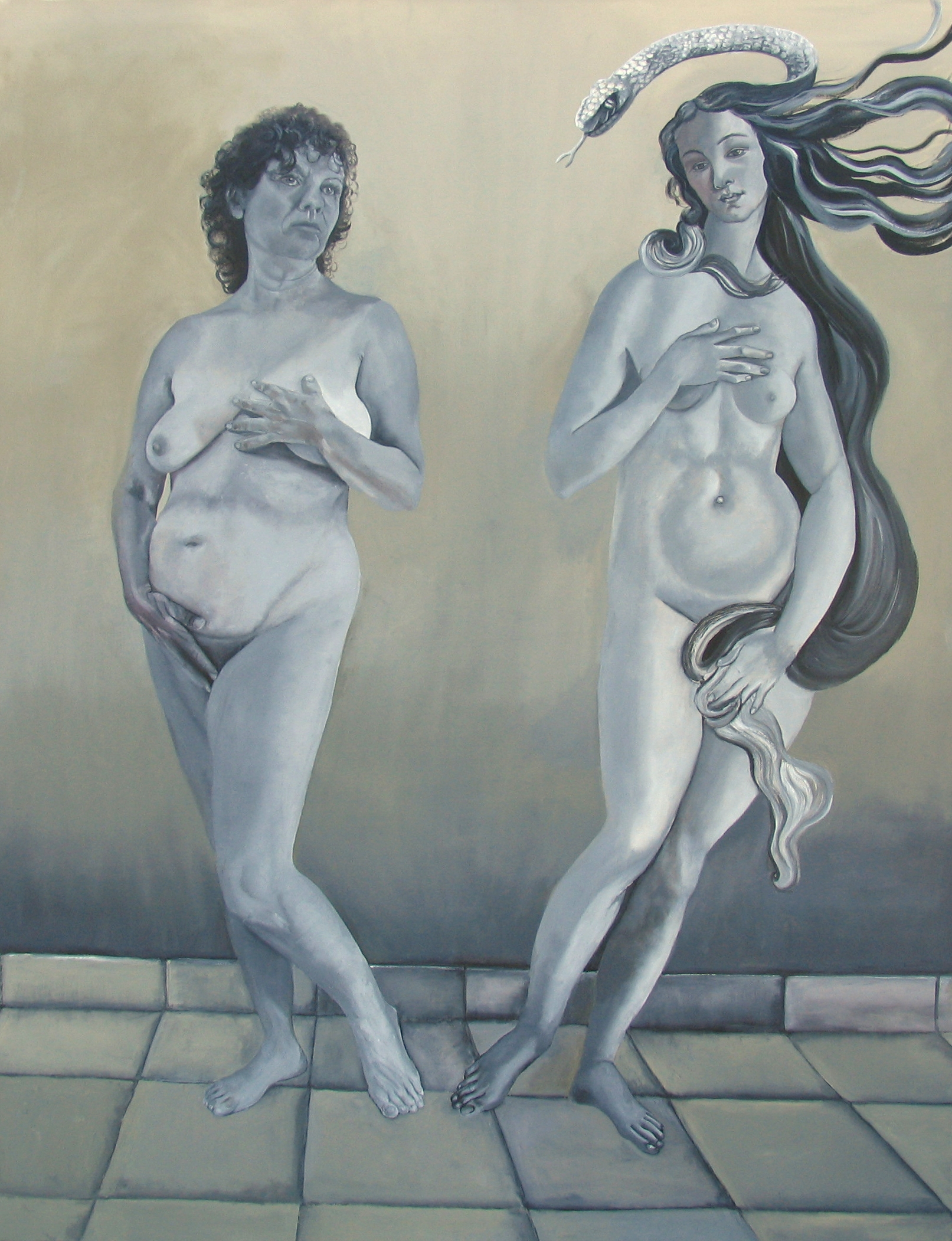

الفن النسوي هو نوع من الفن المرتبط بالحركة النسوية في أواخر ستينيات القرن العشرين وسبعينياته. يسلط الفن النسوي الضوء على الاختلافات الاجتماعية والسياسية التي تواجهها المرأة في حياتها. الهدف المرجوّ من هذا الشكل من الفن هو إحداث تغيير إيجابي وتعاطفي في العالم، على أمل أن يؤدي ذلك إلى المساواة أو التحرر. تتراوح الوسائل المستخدمة في الفن النسوي بين أشكال الفن التقليدي مثل الرسم، ووسائل غير تقليدية مثل فن الأداء، والفن التصويري، وفن الجسد، والنشاطية الحرفية، والفيديو، والأفلام، وفن النسيج. كان الفن النسائي قوة دافعة مبتكرة نحو توسيع نطاق تعريف الفن من خلال إشراك وسائل جديدة ومنظور جديد.

## نبذة تاريخية
سرعان ما انقطع ذكر الفنانات عبر التاريخ، إذ لا توجد نساء مكافئات لميكيلانجيلو أو دافنشي. في كتاب لماذا لم يكن هنالك فنانات عظيمات، كتبت الكاتبة ليندا نوكلين: «لا تكمن المشكلة في طالعنا، أو هرموناتنا، أو دوراتنا الشهرية، أو في دواخلنا الفارغة، بل في مؤسساتنا وتعليمنا». بسبب الدور الذي لعبته المرأة تاريخيًا كمقدمة رعاية، لم تكن النساء قادرات على تكريس وقتهن للإبداع في مجال الفنون. بالإضافة إلى ذلك، كان من النادر أن يُسمح للنساء بدخول مدارس الفن، ومُنعن تقريبًا من حضور دروس فن العري الحية خوفًا من قلة الاحتشام. لذلك، كانت الفنانات نساءً ثريات إلى حد كبير ويمتلكن أوقات فراغ، ويُدرَّبن على يد آبائهن أو أعمامهن، ويرسمن المشاهد الثابتة والمناظر الطبيعية والبورتريه. من أولئك الفنانات آنا كلايبول بيل وماري كاسات.
يمكن أن يكون الفن النسوي موضع جدل لاحتوائه على عناصر شخصية وسياسية مختلفة بالنسبة لكل فرد. هل كل فن يُبدعه شخص نسوي هو فن نسوي؟ هل يمكن للفن الذي لا يُبدعه النسويون أن يكون نسويًا؟ صرحت لوسي ر. ليبارد في عام 1980 بأن الفن النسوي لم يكن «نمطًا ولا حركة، بل كان نظام قيم، واستراتيجية ثورية، وطريقة حياة». نشأت حركة الفن النسوي في نهاية ستينيات القرن العشرين وألهمتها احتجاجات الطلاب في تلك الفترة، وحركة الحقوق المدنية، والموجة النسوية الثانية. تمكن الطلاب وذوو البشرة الملونة والنساء، من خلال نقد المؤسسات التي تروج للتميز على أساس الجنس والتمييز العرقي، من الإشارة إلى الظلم ومحاولة رفعه. استخدمت الفنانات أعمالهن الفنية، والاحتجاجات، والمنظمات، وسجلات الفن النسائية، لتسليط الضوء على الظلم وعدم المساواة في عالم الفن. نشأت موجة الفن النسوي الأولى في منتصف القرن التاسع عشر. في بداية عشرينيات القرن العشرين، بالتزامن مع حصول النساء على حق الاقتراع في الولايات المتحدة، انتشرت موجة تحرر حول العالم. بدأ التغيير البطيء والتدريجي في الفن النسوي يكسب زخمًا في ستينيات القرن العشرين.

### ستينيات القرن العشرين
لم تكن غالبية الأعمال الفنية التي أبدعتها النساء قبل ستينيات القرن العشرين تصور محتوى نسويًا، بمعنى أنها لم تعالج الظروف التي واجهتها المرأة تاريخيًا أو تنتقدها. كانت النساء في أغلب الأحيان مواضيع فنية، بدلًا من كونهن الفنانات بأنفسهن. كان يُنظَر إلى جسد الأنثى تاريخيًا على أنه موضوع مرتبط بالرغبة وموجود لإمتاع الرجال. في أوائل القرن العشرين، بدأ إنتاج الأعمال التي تتباهى بجنسانية الأنثى، وكانت فتيات أغلفة المجلات المثال الرئيسي على ذلك. مع حلول أواخر الستينيات، كان هناك عدد كبير من الأعمال الفنية الأنثوية التي انشقت عن تقليد اقتصار تصوير المرأة بصورة جنسية.
في سبيل الحصول على التقدير، كافح العديد من الفنانات من أجل «إلغاء الطابع الجندري» عن أعمالهن بغية المنافسة في عالم الفن الذي يسوده الرجال. إذا لم يبدُ العمل من صنع النساء، فلن تُلصق وصمة العار المرتبطة بالنساء بالعمل نفسه، ما سيعطي العمل استقلاليته الخاصة. في عام 1963، أنشأت يايوي كوساما مجموعة صَينيّة الفرن؛ وهي جزء من مجموعة أكبر حجمًا أطلقت عليها تسمية تماثيل التجميع. مثل بقية الأعمال في تلك المجموعة، تأخذ صَينيّة الفرن شيئًا مرتبطًا بعمل المرأة -في هذه الحالة صَينيَّة معدنية- وتُغطيه بكتل منتفخة من المادة نفسها. هذا مثال نسوي مبكر للفنانات اللواتي يجدن طرقًا للتحرر من الدور التقليدي للمرأة في المجتمع. إن وجود الكتل المصنوعة من نفس مادة الصينية المعدنية ولونها يُزيل تمامًا دور الصَينية وارتباطها -بالمعنى المجازي- بالمرأة. تزيل البروزات الهوية الجندرية للعنصر، لا عن طريق إزالة وظيفته المتمثلة بكونه صَينيّة معدنية تستخدمها النساء في المطبخ فقط، بل أيضًا بجعلها قبيحة. تألفت الأعمال الشائعة التي تنتجها النساء قبل تلك الحقبة من أشياء جميلة وزخرفية مثل المناظر الطبيعية واللُّحُف، بينما أصبح العمل الفني المعاصر الذي تنتجه النساء جريئًا أو حتى متمردًا.
مع نهاية العقد، بدأ ظهور الأفكار التقدمية التي تنتقد القيم الاجتماعية وتندد بالأيديولوجيا السائدة المعترف بها باعتبارها غير محايدة. اقتُرح أن عالم الفن بكليته استطاع أن يرسخ في نفسه مفهوم التمييز على أساس الجنس. في أثناء هذا الوقت، كان هناك ولادة جديدة للعديد من الوسائل التي وضعها الفن تاريخيًا أسفل التسلسل الهرمي الجمالي، مثل تضريب اللُّحف. وبعبارة بسيطة، أدى هذا التمرد ضد الأيديولوجيا التي وضعها المجتمع عن دور المرأة في الفن إلى ولادة معيار جديد لموضوع المرأة. عندما كان يُنظر إلى جسد الأنثى على أنه هدف للنظرة الذكورية، أصبح يُعتبر سلاحًا ضد الأيديولوجيات الخاصة بالجنسين التي وضعها المجتمع.
بدأ فن الأداء يكسب شعبيته في العمل الفني النسوي باعتباره أحد أشكال التحليل النقدي لقيم المجتمع المتعلقة بالجنسين بعد عرض يوكو أونو المسرحي في عام 1964 الذي يحمل اسم قص الملابس. تركع يوكو أونو في هذا العمل على الأرض وأمامها مقصّان. تدعو الحضور واحدًا تلو الآخر لقص قطعة من ملابسها إلى أن تُصبح راكعة ببقايا ملابسها الممزقة وملابسها الداخلية. تناولت هذه العلاقة الحميمية التي نشأت بين الموضوع (أونو) والجمهور مفهوم الجندر بمعنى أن أونو كانت الشيء الجنسي. من خلال بقائها بلا حراك مع قص المزيد والمزيد من ملابسها، تكشف عن المكانة الاجتماعية لامرأة يُنظَر إليها على أنها شيء بينما تزداد حدة الجمهور إلى أن تصل إلى المرحلة التي تُقطع فيها حمالة صدرها.

### سبعينيات القرن العشرين
واصل الفن النسوي خلال سبعينيات القرن العشرين تقديم وسائل لتغيير وضع المرأة في التسلسل الهرمي الاجتماعي. كان الهدف هو وصول النساء إلى حالة من التوازن مع نظرائهن من الذكور. يؤكد عمل جودي شيكاغو حفلة العشاء (1979) الذي يُعتبر على نطاق واسع أول عمل فني نسوي ملحمي على فكرة تمكين الأنثى المُكتشفة حديثًا من خلال استخدام تحويل مائدة العشاء -المرتبطة بالدور التقليدي للمرأة- إلى مثلث متساوي الأضلاع. يوجد على كل جانب عدد متساوٍ من الموائد المخصصة لامرأة معينة في التاريخ. كل مائدة تحوي طبقًا. اعتُبر هذا وسيلة لكسر فكرة إخضاع المجتمع للنساء. عند النظر إلى السياق التاريخي، كانت فترة ستينيات القرن العشرين وسبعينياته حقبة بارزة بدأت فيها النساء يحظين بأشكال جديدة من الحرية. انعكس في العمل الفني انضمام المزيد من النساء إلى القوى العاملة، وتشريع تحديد النسل، والكفاح من أجل المساواة في الأجور، والحقوق المدنية، وقرار قضية رو ضد ويد (1973) القاضي بتشريع الإجهاض. مع ذلك، لم تقتصر تلك الحريات على السياسة.